# Laurbjerg-Lerbjerg Kommune
Laurberg-Lerbjerg Kommune var en dansk sognekommune i Randers Amt fra 1842 til 1970. Kommunen bestod af Laurbjerg og Lerbjerg Sogne. Ved kommunalreformen i 1970 blev kommunen delt, således at Lerbjerg Sogn kom til Langå Kommune, og Lerbjerg Sogn kom til Hadsten Kommune.